# James Lawrence (fotbalista)
James Alexander Lawrence (* 22. srpna 1992, Henley-on-Thames, Anglie, Spojené království) je anglický fotbalový záložník, který hraje za FC St. Pauli. Jeho postem je místo defensivního záložníka, ale může vypomoci i v obraně.

## Klubová kariéra
James Lawrence hrál v Anglii za Enfield FC, Arsenal FC a Queens Park Rangers FC. Poté odešel do Nizozemska, kde hrál za mládežnické týmy Ajaxu a Sparty Rotterdam. Ze Sparty odešel do RKC Waalwijk, kde v létě 2012 dostal první profesionální smlouvu. Při fotbale ještě studoval.
V srpnu 2014 uspěl společně s Nigerijci Rabiu Ibrahimem a Emmanuelem Edmondem na testech ve slovenském klubu FK AS Trenčín. Podepsal tříletou smlouvu. První soutěžní zápas odehrál 13. srpna 2014 ve druhém kole slovenského poháru proti ŠK Strážske (výhra 4:0), v němž i skóroval. 17. srpna 2014 debutoval v 1. slovenské lize v utkání proti MFK Košice (výhra 4:2, šel na hřiště v závěrečné fázi zápasu).
V sezóně 2014/15 vyhrál s týmem slovenský fotbalový pohár, ve finále se představil proti mužstvu FK Senica, zápas se rozhodl až v penaltovém rozstřelu. Zároveň se stal ve stejném ročníku mistrem Fortuna ligy a mohl slavit zisk double. V sezóně 2015/16 s týmem Trenčína obhájil double – prvenství ve slovenském poháru i v lize.